# Eskilstuna
Eskilstuna és una ciutat de la Municipalitat d'Eskilstuna i del comtat de Södermanland, a Suècia.
Tenia 67.59 habitants el 2015, i 100.092 habitants a tota la municipalitat (2014). Està situada sobre el riu Eskilstunaån, que connecta al llac Hjälmaren i al llac Mälaren.

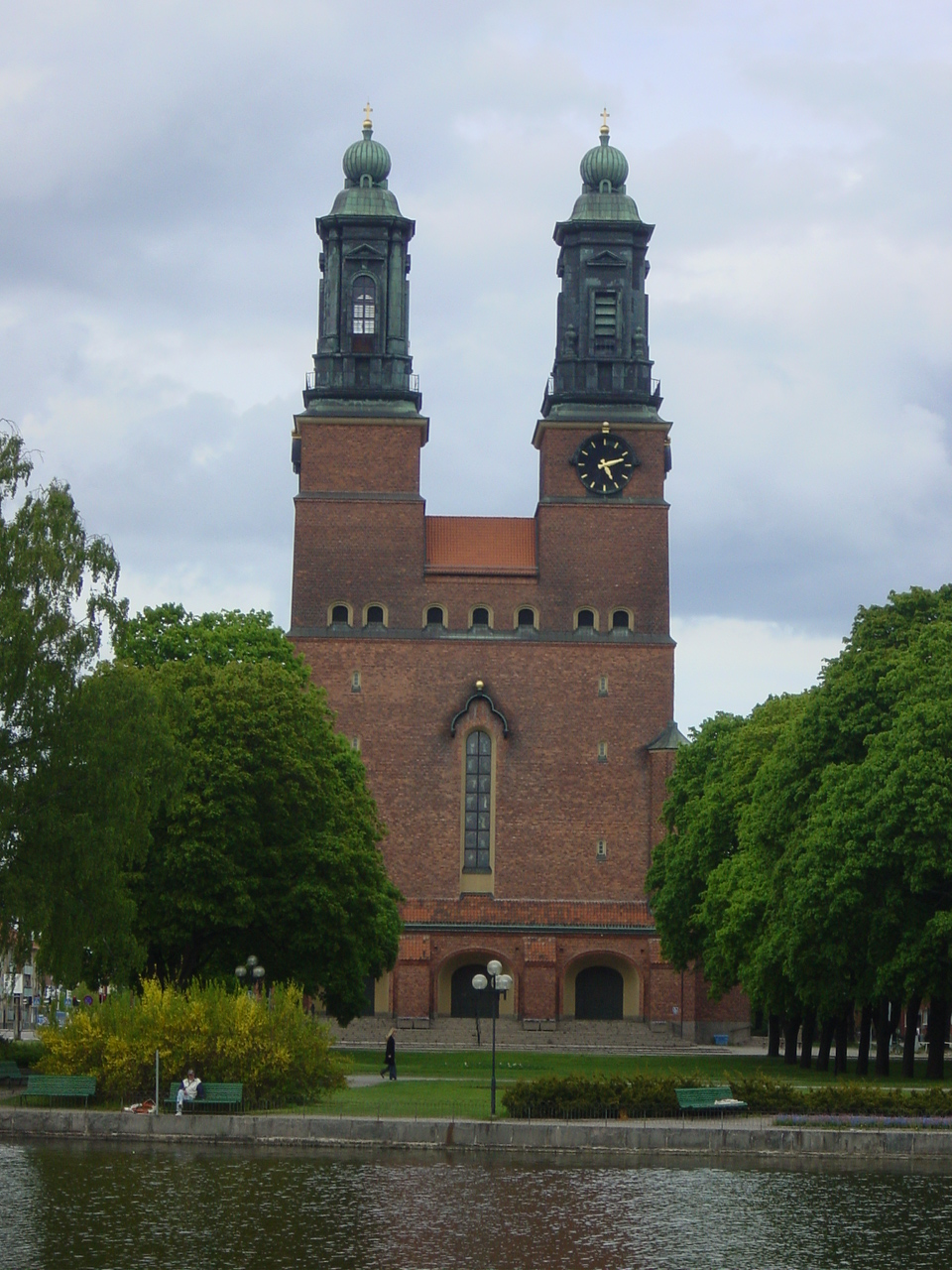
Església del Claustre (Klosters kyrka) d'Eskilstuna.